# لوید ارسکین سندیفورد
سر لوید ارسکین سندیفورد (به انگلیسی: Sir Lloyd Erskine Sandiford) (زاده ۲۴ مارس ۱۹۳۷ – درگذشته ۲۶ ژوئن ۲۰۲۳) یک سیاست‌مدار اهل باربادوس بود. وی بین سال‌های ۱۹۸۷ تا ۱۹۹۴ چهارمین نخست‌وزیر این کشور بود. وی از سال ۲۰۱۰ تا سال ۲۰۱۳ بعنوان اولین سفیر ساکن در چین خدمت می‌کرد.
لوید ارسکین سندیفورد در ۲۶ ژوئن ۲۰۲۳، در سن ۸۶ سالگی درگذشت.